# La Salette-Fallavaux
La Salette-Fallavaux est une commune française située dans le département de l'Isère, en région Auvergne-Rhône-Alpes.
Elle est positionnée dans une zone de haute montagne, au sud du département, et son histoire remonte au Moyen Âge.
La commune est principalement connue pour le lieu de pèlerinage du sanctuaire de La Salette.

## Géographie

### Localisation
La Salette-Fallavaux est située dans les Alpes, entre le massif du Beaumont et la vallée du Valgaudemar. La commune est adhérente à la communauté de communes de la Matheysine.

### Communes limitrophes
| Saint-Michel-en-Beaumont | Entraigues           |                                |
| Les Côtes-de-Corps       | La Salette-Fallavaux | Valjouffrey                    |
| Corps                    |                      | Aspres-lès-Corps(Hautes-Alpes) |

### Géologie et relief

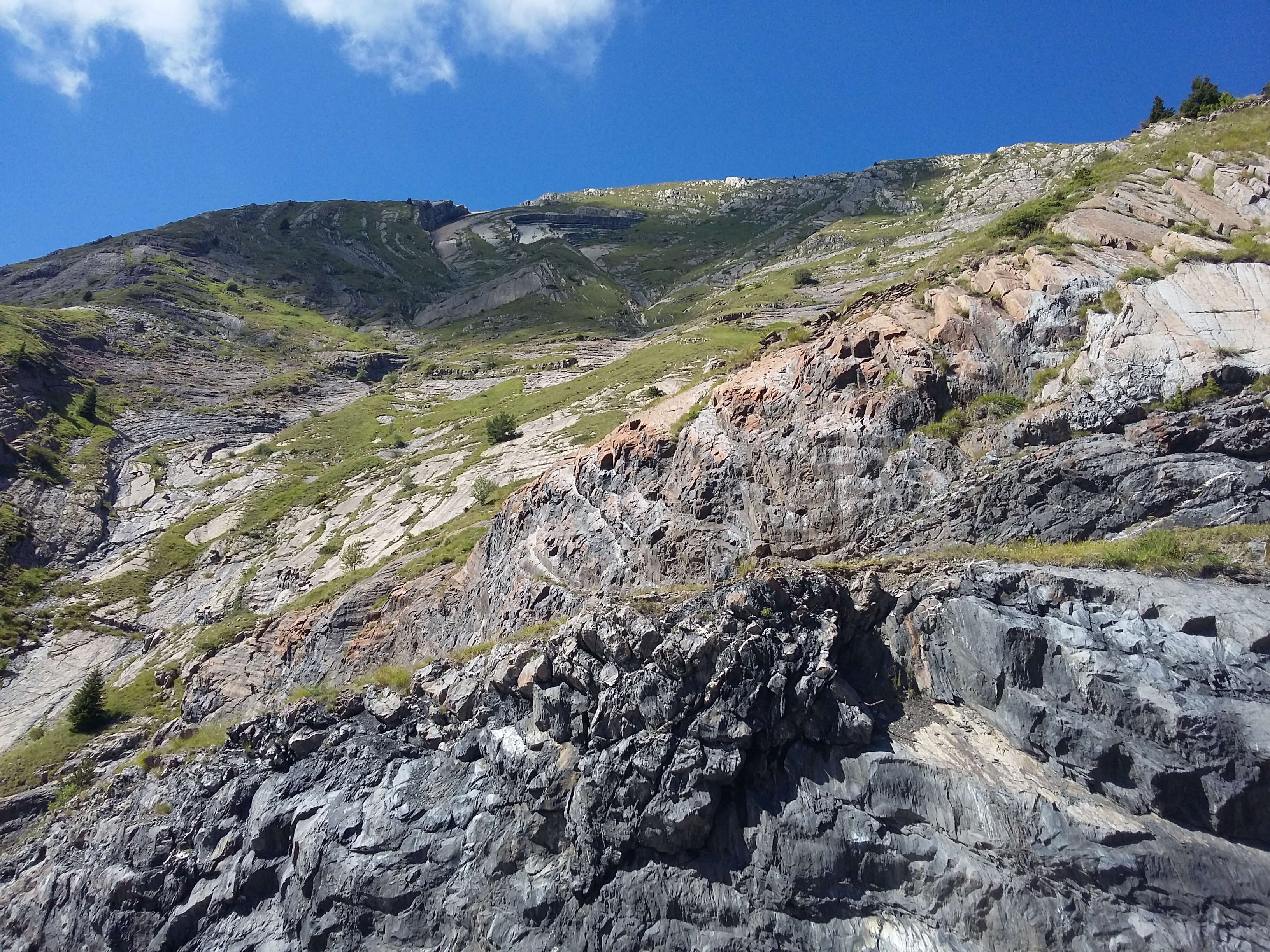
Mont Gargas : détails géologiques (dalles du Carixien).

Le village de La Salette se situe au centre de la dépression de Fallavaux, laquelle a une origine structurale correspondant à un synclinorium. Son coeur, plus marneux et formé de Lias supérieur schisteux et de Dogger, a été évidé par les ravines qui rayonnent sur le territoire de la commune, alors que ses flancs sont formés de Lias calcaire. Le mont Gargas est positionné dans un ensellement de l'échine sud-est, au revers septentrional de la butte du Planeau. Ce passage en forme de petit col est déterminé correspond au passage d'une faille du Planeau, d'importance très mineure  et qui traverse transversalement, d'ouest en est, l'anticlinal du Gargas, lequel s'amortit vers le sud au sein du cœur du synclinal de Fallavaux.

### Climat
Pour des articles plus généraux, voir Climat d'Auvergne-Rhône-Alpes et Climat de l'Isère.
En 2010, le climat de la commune est de type climat de montagne, selon une étude du Centre national de la recherche scientifique s'appuyant sur une série de données couvrant la période 1971-2000. En 2020, Météo-France publie une typologie des climats de la France métropolitaine dans laquelle la commune est exposée à un climat de montagne ou de marges de montagne et est dans la région climatique Alpes du sud, caractérisée par une pluviométrie annuelle de 850 à 1 000 mm, minimale en été.
Pour la période 1971-2000, la température annuelle moyenne est de 7,8 °C, avec une amplitude thermique annuelle de 16,7 °C. Le cumul annuel moyen de précipitations est de 1 119 mm, avec 8,8 jours de précipitations en janvier et 6,6 jours en juillet. Pour la période 1991-2020, la température moyenne annuelle observée sur la station météorologique de Météo-France la plus proche, « Pellafol-Chaneaux », sur la commune de Pellafol à 7 km à vol d'oiseau, est de 9,5 °C et le cumul annuel moyen de précipitations est de 989,6 mm,. Pour l'avenir, les paramètres climatiques de la commune estimés pour 2050 selon différents scénarios d'émission de gaz à effet de serre sont consultables sur un site dédié publié par Météo-France en novembre 2022.

## Urbanisme

### Typologie
Au 1er janvier 2024, La Salette-Fallavaux est catégorisée commune rurale à habitat très dispersé, selon la nouvelle grille communale de densité à sept niveaux définie par l'Insee en 2022.
Elle est située hors unité urbaine et hors attraction des villes,.

### Occupation des sols
L'occupation des sols de la commune, telle qu'elle ressort de la base de données européenne d’occupation biophysique des sols Corine Land Cover (CLC), est marquée par l'importance des forêts et milieux semi-naturels (100 % en 2018), une proportion identique à celle de 1990 (100 %). La répartition détaillée en 2018 est la suivante : 
milieux à végétation arbustive et/ou herbacée (73 %), forêts (21,5 %), espaces ouverts, sans ou avec peu de végétation (5,5 %). L'évolution de l’occupation des sols de la commune et de ses infrastructures peut être observée sur les différentes représentations cartographiques du territoire : la carte de Cassini (XVIIIe siècle), la carte d'état-major (1820-1866) et les cartes ou photos aériennes de l'IGN pour la période actuelle (1950 à aujourd'hui).

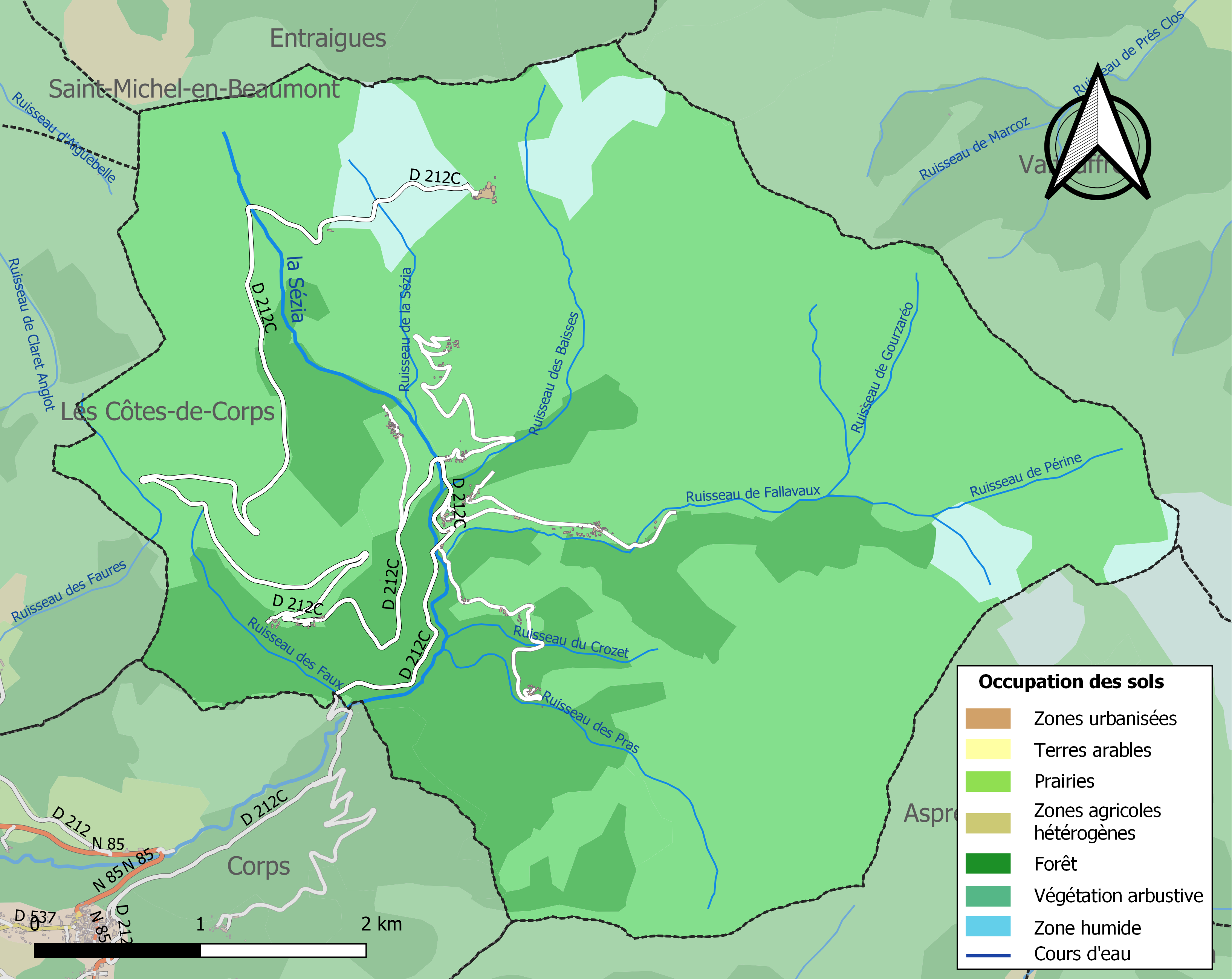
Carte des infrastructures et de l'occupation des sols de la commune en 2018 (CLC).

### Morphologie urbaine
La Salette Fallavaux est composée de treize hameaux : l'Église, le Serre, les Fallavaux, les Mathieux, les Peyas, les Rebours, les Pras, les Ablandens, Dorcières, Saint-Julien, la Chabannerie, les Brotinoz et les Granges.
Les treize hameaux sont éparpillés sur les 2 229 hectares de la commune.
Les hameaux comportent en général les mêmes bâtiments communs : un four banal, une fontaine, source ou bassin et un lieu de culte. Pratiquement chaque petit hameau possède une chapelle ou un oratoire, mais les plus petits doivent se rapprocher des plus grands pour pouvoir assister à un office religieux. Une rénovation a été menée entre 1995 et 2013.

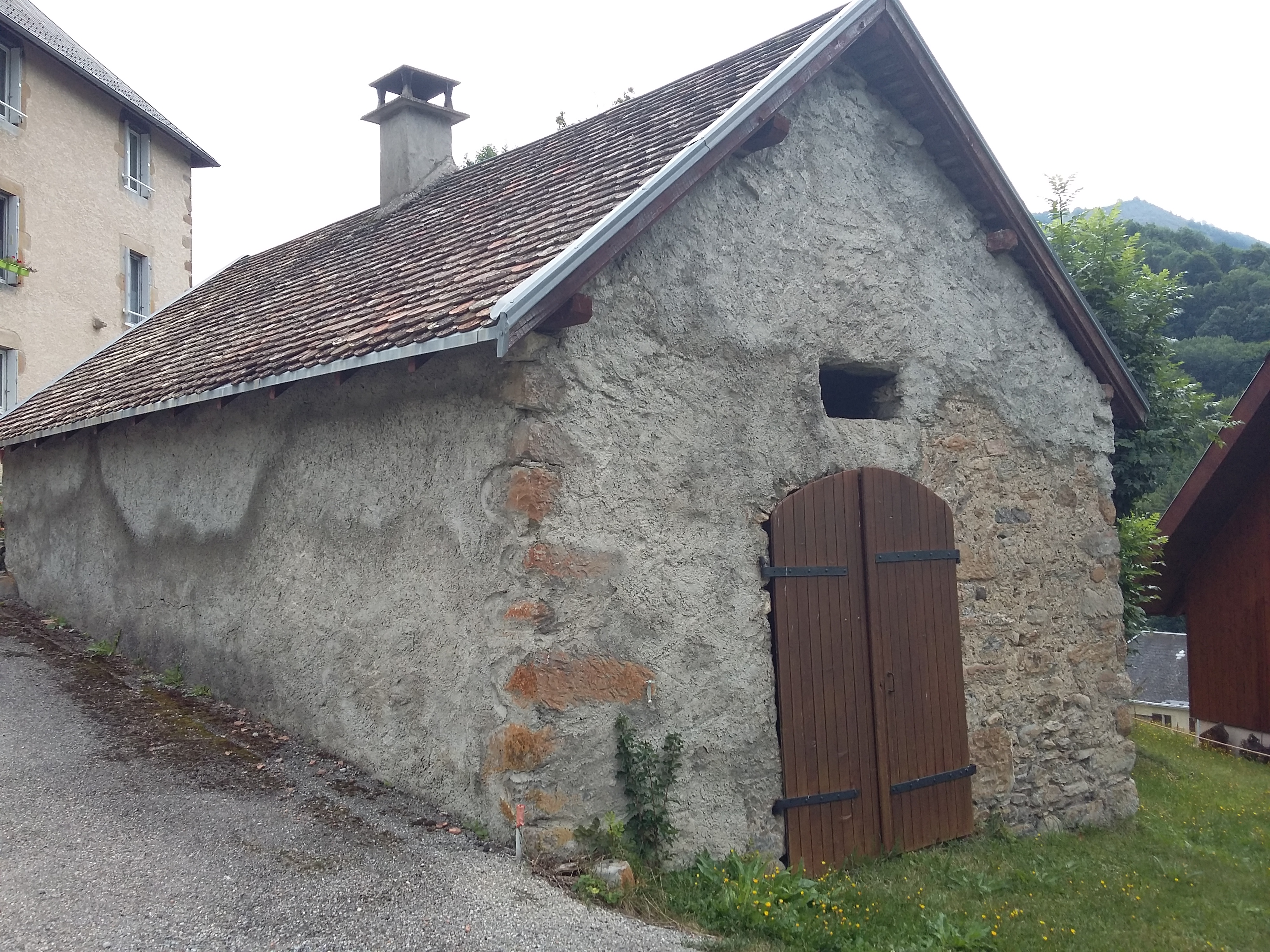
Four banal du Serre et de l'Église.
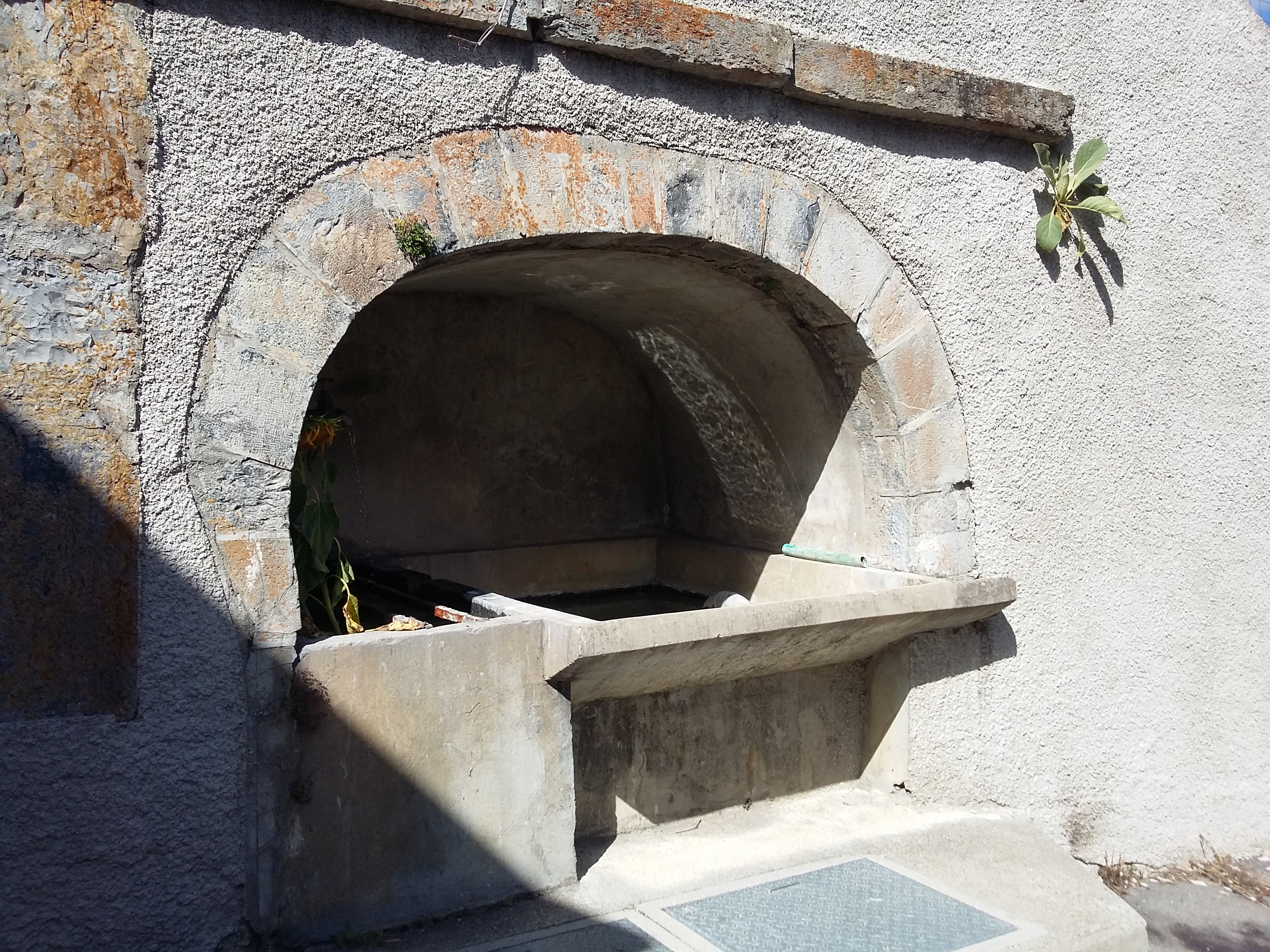
Bassin du hameau de l'Église, incrusté dans le mur du presbytère.

### Voies de communication et transports
La commune est accessible par route ou chemin :
- au sud, une route venant de Corps et Gap, ou la Mure, construite au bord d'une gorge au fond de laquelle coule la Sézia, le ruisseau de la Salette ;
- à l'est, par le col des Vachers en venant du Valgaudemar ;
- à l'ouest, par le col d'Hurtières en venant du Beaumont ;
- au nord, par le col de pré Clos pour rejoindre Valjouffrey.

La principale voie de circulation était le chemin reliant le pont de Gournier et La Salette.
Avec la construction du sanctuaire, la voie a été améliorée et élargie.
De même, le chemin de croix actuel, qui était la route d'origine pour accéder au sanctuaire, a été déplacé et passe par Saint-Julien. Initialement, les pèlerins empruntaient l'ancien chemin de Croix, dit Grippet, très tortueux, avec une forte inclinaison et un fort dévers. Les premiers véhicules à circuler furent une voiture La Buire (vers 1907), le tracteur Latil (avant 1914-18), puis les autochenilles Citroën en 1923. Arriver en voiture au Sanctuaire relevait de l'exploit jusqu'après la fin de la Seconde Guerre mondiale en 1946 où la route a été fortement améliorée.
Il existait des navettes Corps-La Salette et le café-restaurant-garage Barde était un point relais. Par la suite, un service de car reliant Grenoble à La Salette a existé.

### Risques naturels et technologiques

#### Risques sismiques
L'ensemble du territoire de la commune de La Salette-Fallavaux est situé en zone de sismicité no 3 (sur une échelle de 1 à 5), comme la plupart des communes de son secteur géographique. Elle se situe cependant au sud de la limite d'une zone sismique classifiée de « moyenne ».
| Type de zone | Niveau            | Définitions (bâtiment à risque normal) |
| ------------ | ----------------- | -------------------------------------- |
| Zone 3       | Sismicité modérée | accélération = 1,1 m/s2                |

## Toponymie
Le mot « Salette » serait d'après  M. Vincent d'origine germanique. Il vient du mot sal qui signifie maison, demeure. Salette équivaudrait donc à maisonnette, humble habitation.
Mais  une autre définition qui s'en approche est proposée[réf. nécessaire] : le nom est surtout porté dans les Pyrénées-Orientales, tout comme ses variantes Saleta, Salète, Salètes. On trouve la forme Salette dans l'Ariège et les Hautes-Pyrénées. C'est un toponyme, diminutif de « sala » (= maison fortifiée). Rencontrées en Italie du Nord et dans la région niçoise, les formes Saletta, Saletti, Saletto peuvent avoir le même sens, mais on les considère plutôt comme des dérivés de « salèt », forme septentrionale de « salice » (= le saule).
Le nom « Salette » semble dater d'au moins 1696, nom d'un seigneur local, ce qui signifierait que le nom ne soit pas uniquement lié au culte de Marie et que le sanctuaire de Notre-Dame de La Salette ait emprunté le nom au lieu.

## Histoire

### Temps modernes (1453- 1789)
En 1540, on note dans l'Armorial, page 357, un sieur Lobet des Fallavaux - La Rouillère. Le fils Salomon aurait été le sieur des Fallavaux. Ses armoiries étaient : "De gueule, au bélier sautant, alias heurtant d'argent, au chef cousu d'azur, chargé de 3 molettes d'argent".
En 1596, toujours d'après l'Armorial, page 304, un Pierre Guion, seigneur de Salette, vivait en 1596, fut le dernier représentant de cette famille en Dauphiné.
Toujours dans l'Armorial, page 92, "un Bontoux - Seigneur de La Salette vivait en 1696 . Ses armes étaient "D'or au trèfle de Sinople, chappé et chauffé de gueules". Cette famille de petite noblesse du pays se lança avec ardeur dans les guerres de religion.
Selon l'Armorial du Dauphiné, page 608, on note que "Charles Richaud de Ladverseil épousa Dlle Anne de (page 609) Beaufort et testa en 1739 en faveur de son fils nommé Pierre Richaud, seigneur de Fallavaux et de Beaufain, conseiller du roi et maire de Corps. Les terres de la Salette-Fallavaux & de Beaufain appartenaient encore, en 1764, à un Richaud de Ladverseil. Elles étaient en 1788, la propriété de M. Tanon". Ses armes étaient :"D'azur, à la patte d'ours, d'or, posée en bande".

### Révolution française et Empire (1789-1870)
La Révolution française accentue la division entre les deux villages en créant deux communes : La Salette-Beaumont et La Salette-Fallavaux. Les deux communes sont réunis le 14 août 1840 pour n'en faire plus qu'une qui prend le nom La Salette-Fallavaux.
En 1846, la commune est le théâtre d'une apparition mariale qui sera reconnu par l’Église catholique cinq ans plus tard : l'apparition mariale de La Salette.
A l'heure actuelle, le Sanctuaire souffre d'une crise de foi. Après avoir puisé durant plusieurs decennies dans les ressources de la commune, il serait temps que le village bénéficie des gains dégagés par l'église.

### Époque contemporaine (de 1870 à nos jours)

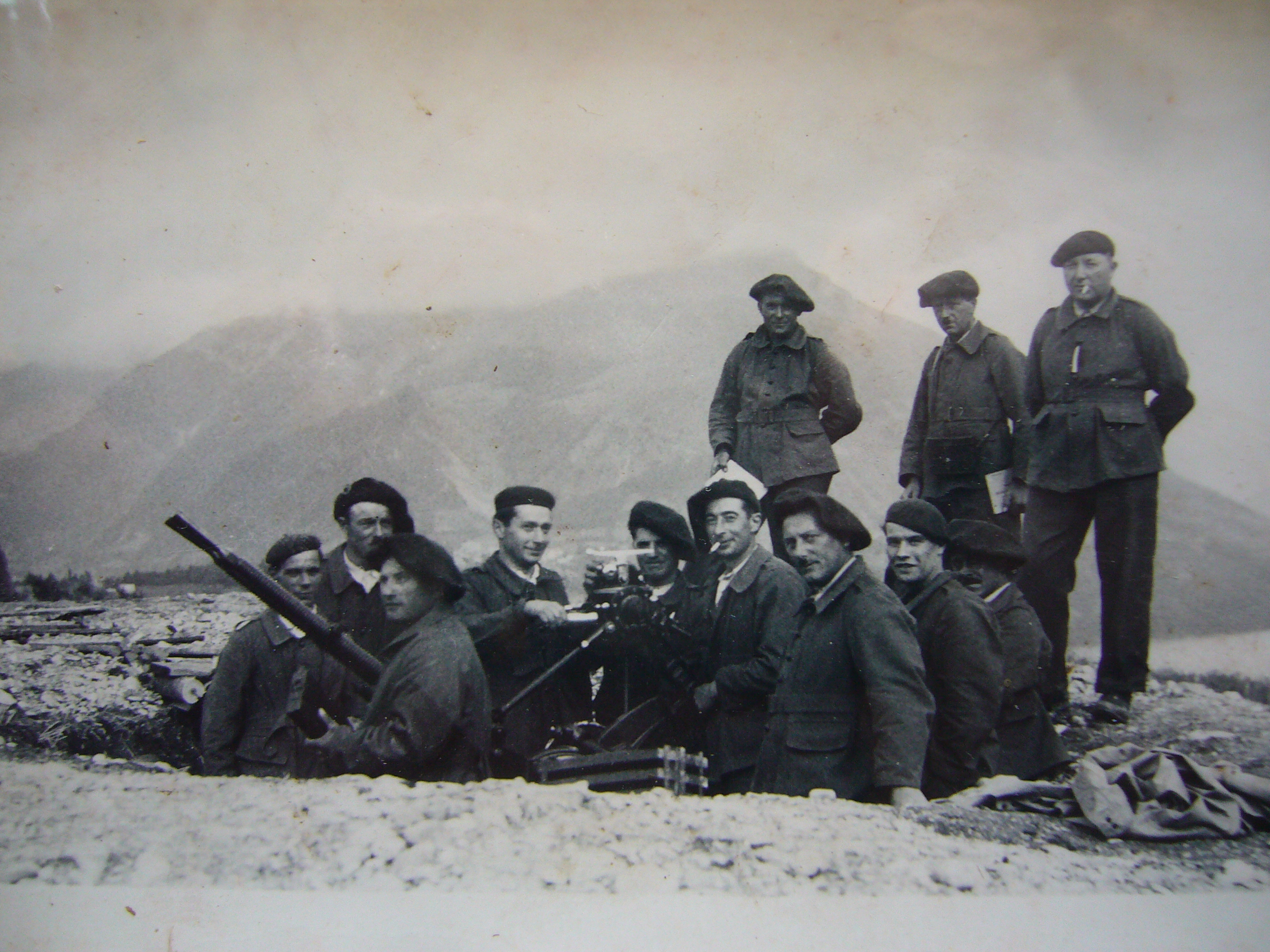
Batterie au lac du Sautet.

Durant la Première Guerre mondiale, la commune compte plusieurs morts comme en témoigne la stèle à l'intérieur de l'église.
Les jeunes de la commune paieront un large tribu à l'effort de guerre  de nombreux seront morts pour la France.
Durant la Seconde Guerre mondiale, des hommes sont mobilisés pour tenir une batterie au lac du Sautet.
Mais globalement, le village vit en marge du conflit. A part, vers juin 1944, où le maquis prendra ses quartiers dans la cure de l'église du village.
La guerre d'Algérie, dans sa phase finale verra des jeunes du village mobilisés. L'épisode de la colonisation de l'Algérie qui débute vers 1830, verra des agriculteurs de la Salette, quitter la misère du village pour des terres à cultiver. Des Pra, des Froment, des Charles quitteront la Salette pour former communautés outre méditerranée.
Des traumatismes persisteront, quel que soit le conflit en question.

## Politique et administration

### Administration municipale
Le nombre d'habitants au dernier recensement étant inférieur à 100, le nombre de membres du conseil municipal est de 7.

### Liste des maires

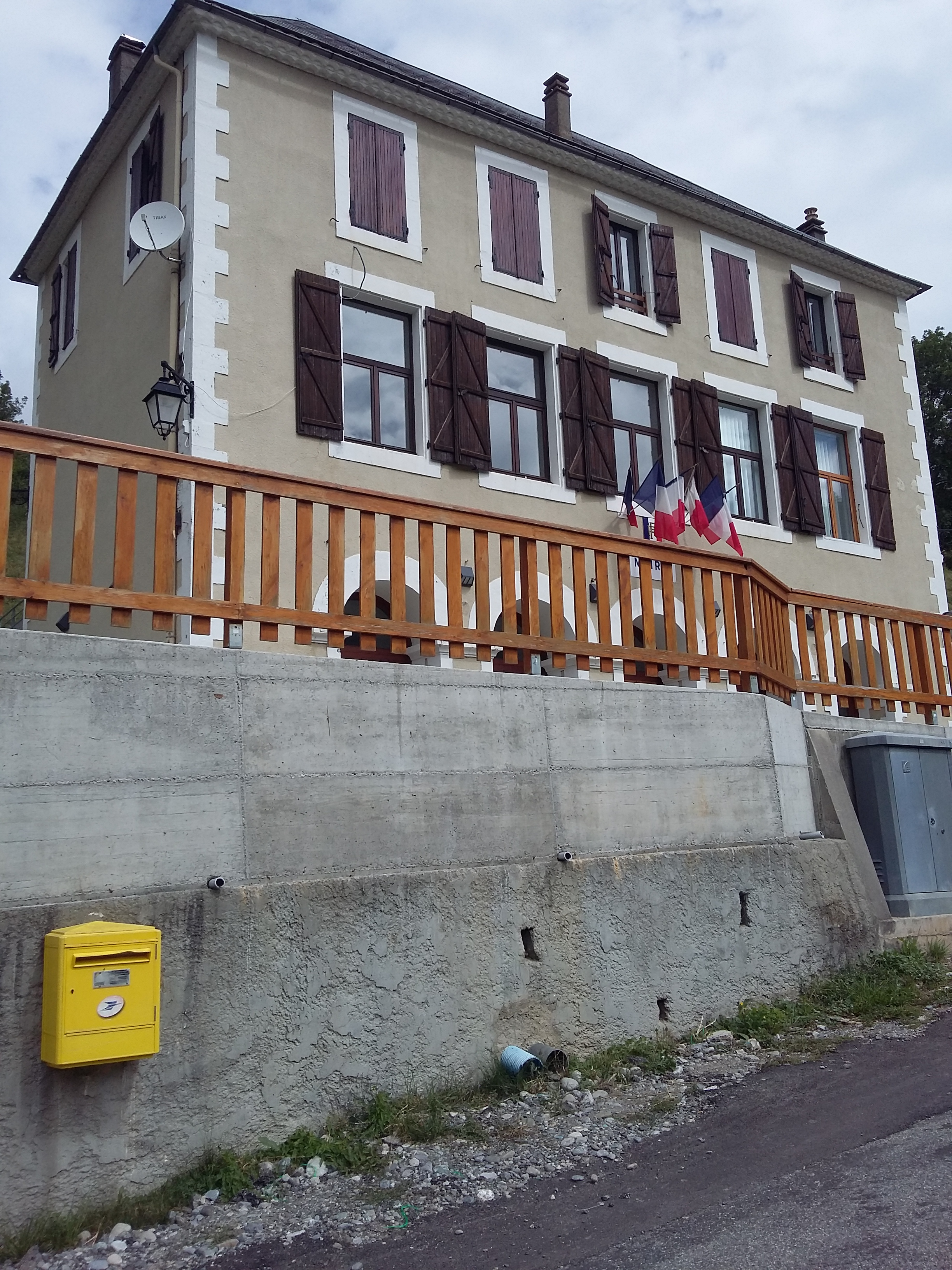
Mairie (ancienne école des garçons).

| Période                                  | Période                    | Identité      | Étiquette | Qualité                           |
| ---------------------------------------- | -------------------------- | ------------- | --------- | --------------------------------- |
| Les données manquantes sont à compléter. |                            |               |           |                                   |
| 1995                                     | 2001                       | Jean Charles  |           | Retraité                          |
| 2001                                     | 2014                       | Marc Andrieux |           |                                   |
| 2014                                     | En cours (au 29 août 2016) | Gilda Perrin  | SE        | Retraitée de la fonction publique |

### Fiscalité de la commune
Le budget communal de 2012 représentait 180 000 euros pour les frais de fonctionnement et 450 000 euros pour les investissements.

## Population et société

### Démographie

#### Évolution démographique
L'évolution du nombre d'habitants est connue à travers les recensements de la population effectués dans la commune depuis 1793. Pour les communes de moins de 10 000 habitants, une enquête de recensement portant sur toute la population est réalisée tous les cinq ans, les populations de référence des années intermédiaires étant quant à elles estimées par interpolation ou extrapolation. Pour la commune, le premier recensement exhaustif entrant dans le cadre du nouveau dispositif a été réalisé en 2006.

En 2022, la commune comptait 82 habitants, en évolution de +28,13 % par rapport à 2016 (Isère : +3,07 %, France hors Mayotte : +2,11 %).
| 1793 | 1800 | 1806 | 1821 | 1831 | 1836 | 1841 | 1846 | 1851 |
| ---- | ---- | ---- | ---- | ---- | ---- | ---- | ---- | ---- |
| 324  | 303  | 439  | 415  | 448  | 431  | 689  | 734  | 714  |

| 1856 | 1861 | 1866 | 1872 | 1876 | 1881 | 1886 | 1891 | 1896 |
| ---- | ---- | ---- | ---- | ---- | ---- | ---- | ---- | ---- |
| 732  | 715  | 696  | 686  | 668  | 668  | 607  | 590  | 546  |

| 1901 | 1906 | 1911 | 1921 | 1926 | 1931 | 1936 | 1946 | 1954 |
| ---- | ---- | ---- | ---- | ---- | ---- | ---- | ---- | ---- |
| 507  | 485  | 446  | 353  | 304  | 276  | 280  | 238  | 207  |

| 1962 | 1968 | 1975 | 1982 | 1990 | 1999 | 2006 | 2011 | 2016 |
| ---- | ---- | ---- | ---- | ---- | ---- | ---- | ---- | ---- |
| 150  | 107  | 79   | 88   | 86   | 76   | 70   | 74   | 64   |

| 2021 | 2022 | - | - | - | - | - | - | - |
| ---- | ---- | - | - | - | - | - | - | - |
| 77   | 82   | - | - | - | - | - | - | - |

#### Noms des familles
Les familles très nombreuses portent des noms qui ont traversé les temps. Les noms les plus répandus sont : Comte, Moussier, Charles, Pra, Vachier, Selme, Peytard, Perrin, Froment, Barbarin, Andrieu, Gauthier, Calvat...

### Enseignement
La commune relève de l'académie de Grenoble.

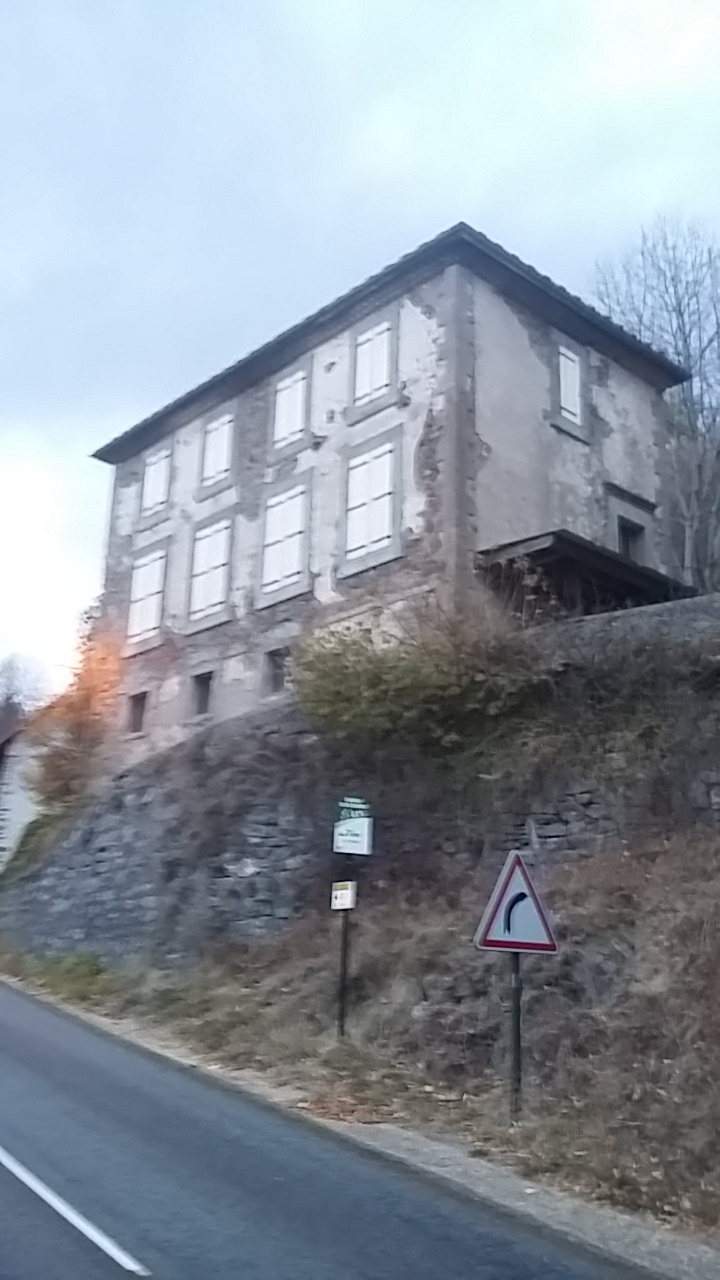
Ancienne école de jeunes filles à Saint Julien.

Avant la réunion entre les deux villages de la Salette/Saint Julien et des Fallavaux en 1840, il n'existait pas d'école. En 1838, deux ans donc avant la réunion des deux villages, un projet d'école est décidé. Il s'agira d'une école primaire de garçons. La décision est prise en 1840. En 1845, l'école n'est toujours pas terminée. En 1876, elle est déjà trop petite. Un autre projet est lancé, une école-mairie. Ce sera terminé en 1886. Les filles ont moins de chance. Une école leur sera construite par l’évêque de Grenoble en 1856 et elles accéderont à un enseignement religieux uniquement, jusqu'en 1905. Les effectifs n'ont jamais été très élevés et seront en baisse permanente. Les garçons sont 70 à suivre l'école en 1876, 50 en 1901 et 30 en 1924.

### Sports
Zone de tourisme de montagne, les randonnées de moyenne montagne sont réputées et notamment le sentier de grande randonnée du pays Tour du Valbonnais qui traverse toute la zone.
Chaque année a lieu la montée de la Salette, course cycliste qui relie Corps à Notre-Dame de La Salette soit une distance de 14,4 km avec une dénivellation de 820 m, un dénivelé moyen de 5.7 % et un maximal de 11 %.

### Médias
Historiquement, le quotidien régional Le Dauphiné libéré consacre, chaque jour, y compris le dimanche, dans son édition de Romanche et Oisans, un ou plusieurs articles à l'actualité du canton et de la communauté de communes, quelquefois de la commune, ainsi que des informations sur les éventuelles manifestations locales.
La commune est située sur l'aire de diffusion de radio Ici Isère, une radio publique qui émet sur tout le territoire du département de l'Isère.

### Culte
La communauté catholique de La Sallette-Fallavaux dépend de la paroisse Saint Pierre Julien Eymard qui rassemble un grand nombre de villages autour de la cité de La Mure. Cette paroisse est rattachée au diocèse de Grenoble-Vienne.

## Économie

### Emploi et métiers

#### Évolution de l'emploi jusqu'à la Seconde Guerre mondiale
Au XVIIe siècle, les Fallavaux possédaient un foulon à draps.
La majorité des gens de la Salette travaillaient l'été dans l'agriculture pour arriver à survivre. Il semblerait que durant les 6 mois difficiles de l'hiver, certains partaient dans la plaine faire du commerce de mercerie. Cette coutume aurait duré assez longtemps.
Les métiers à tisser étaient nombreux : les gens filaient et tissaient la laine de leurs brebis, jusqu'à la fin de la Seconde Guerre mondiale.
Les champs de la Salette ont permis de cultiver du chanvre et de réaliser des cordes. En 1944, le village possédait le dernier cordier de l'Isère.

#### L'emploi après la Seconde Guerre mondiale
Au XXIe siècle, le pèlerinage du sanctuaire de la Salette est générateur d'emplois sur le canton ainsi que de contrats de bénévolat à vocation d'échanges internationaux.
Quelques bergers sont employés l'été pour garder les troupeaux sur les sommets.

### Entreprises et commerces
En 2017, des entreprises artisanales (dont un fabricant de confitures) ou d'agricultures de montagne (deux exploitations agricoles) sont installées sur la commune. Une entreprise d’exploitation forestière  est également présente sur la commune
Les commerces les plus proches sont situés à 4,5 km du cœur du village sur la commune de Corps.

## Culture locale et patrimoine

### Lieux et monuments

#### Les fours banals
Certains hameaux possèdent un four banal. En 2017, les Fallavaux, l'Église, La Chabannerie, les Ablandens, Dorcières, Saint-Julien, les Rebours ont un four rénové. Il semble que ces fours soient banals car existant du temps de la banalité. En 1944, M. Vincent inventorie l'existence de huit fours (Les Pras, La Chabannerie, Dorcières, Église, le Serre, Saint-Julien, Fallavaux, Ablandens, Rebours). Celui des Pras a disparu. Les fours étaient allumés régulièrement, une à deux fois par mois selon la prospérité, ce qui suppose que le pain devait se conserver durant 15 à 30 jours.

#### Patrimoine religieux
Chaque hameau, en fonction de sa population, possédait une église ou une chapelle. En 2017, il existe encore deux églises, quatre chapelles et deux oratoires.
- Église Saint-Julien de La Salette-Fallavaux.
- Église Saint-Michel de La Salette-Fallavaux.
- Église de Dorcières.
- Église des Pras.

L'église du hameau de Saint Julien possède des murs qui sont revêtus de fresques. Les quatre chapelles sont situés aux  Fallavaux, à Dorcières, aux Ablandens et aux Pras. L'oratoire du Serre est un petit lieu de culte d’initiative privée situé dans la forêt sur le chemin entre la Chabannerie et le Serre. Y figurent deux statues de saint Antoine de Padoue et un bouquet de fleurs séchées. La chapelle ou oratoire Saint-Joseph, située au bas du cimetière, ressemble à l'oratoire du Serre en plus grand. Il existe un cimetière lié à la catastrophe aérienne sur la Grande Tête de l'Obiou ; la chapelle Notre-Dame-des-Sept-Douleurs est attenante. Certains sommets des montagnes du cirque comportent une croix, assez bien entretenue, notamment, le Gargas, la Croix Rougny, le grand Chapelet.
La Salette doit sa célébrité à l'apparition du 19 septembre 1846. Ce jour-là, deux enfants pretendent voir apparaître la Vierge Marie qui leur révéla un message d'appel à la conversion et à la prière. L'apparition a été reconnue cinq ans plus tard par l'Église catholique Le sanctuaire de Notre-Dame de La Salette est le deuxième[En quoi ?] lieu de pèlerinage catholique en France après celui de Lourdes.

Églises et chapelles
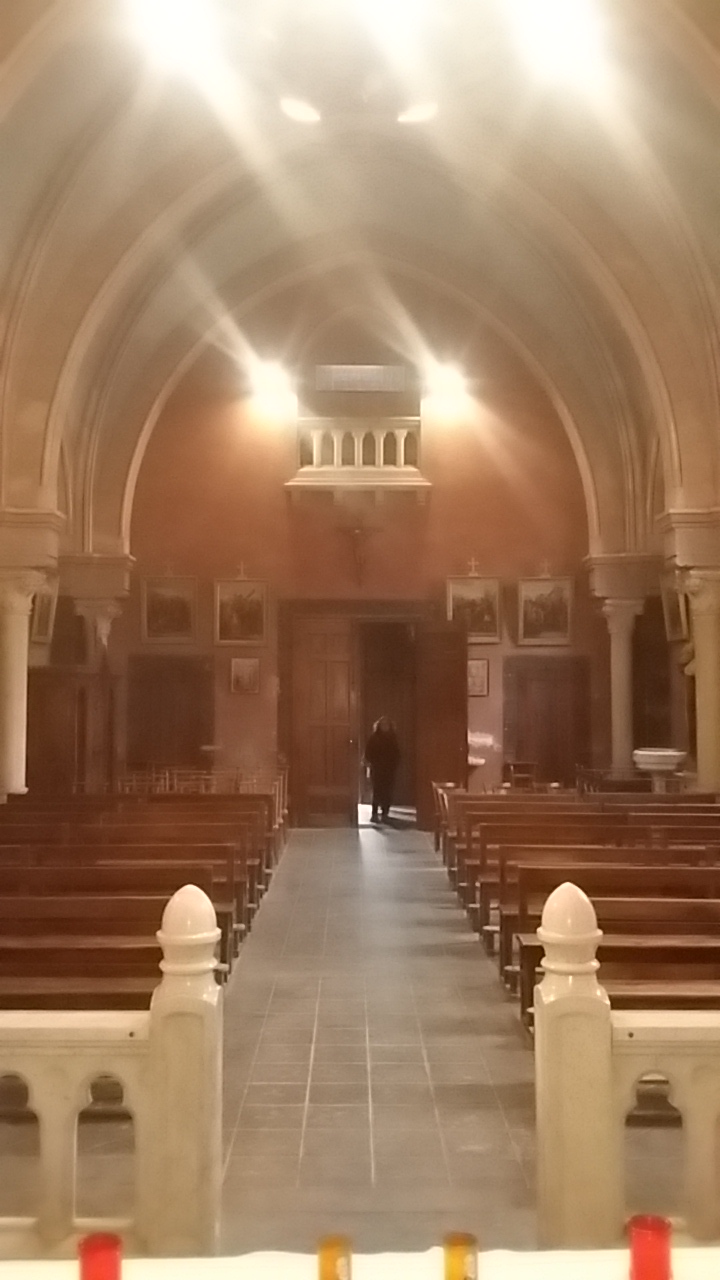
Nef de chapelle.
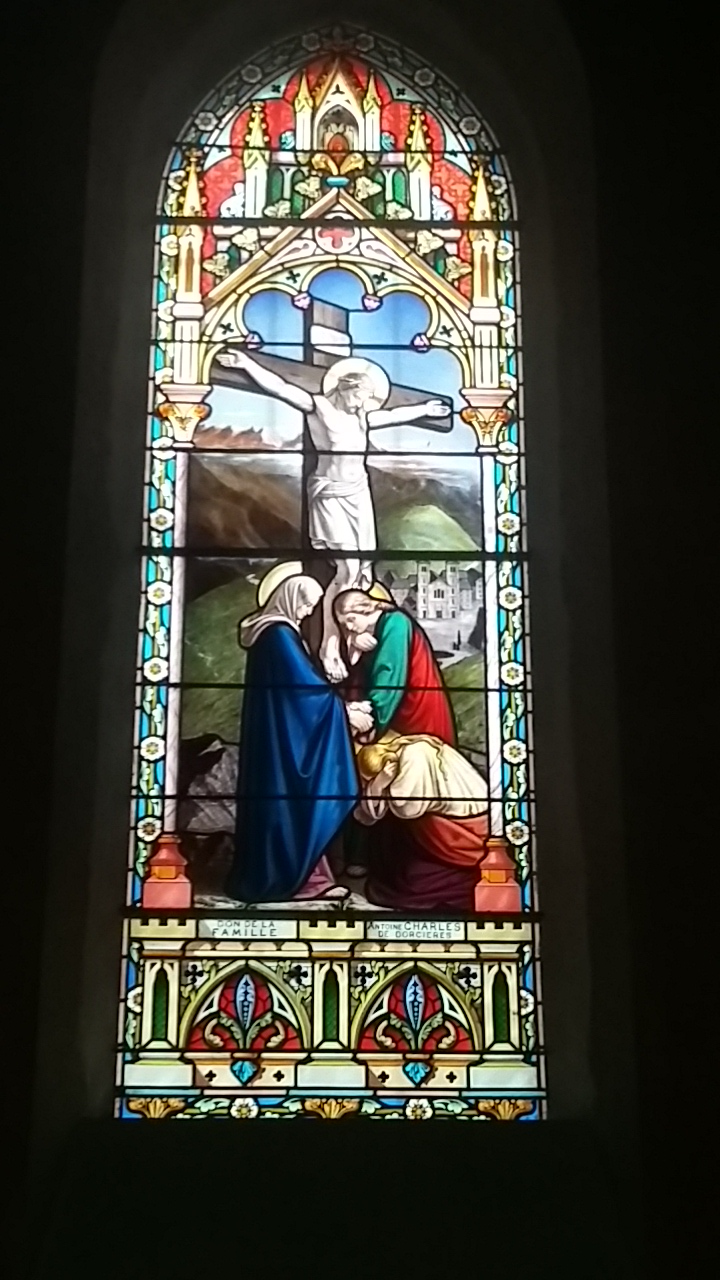
Vitrail de l'église.
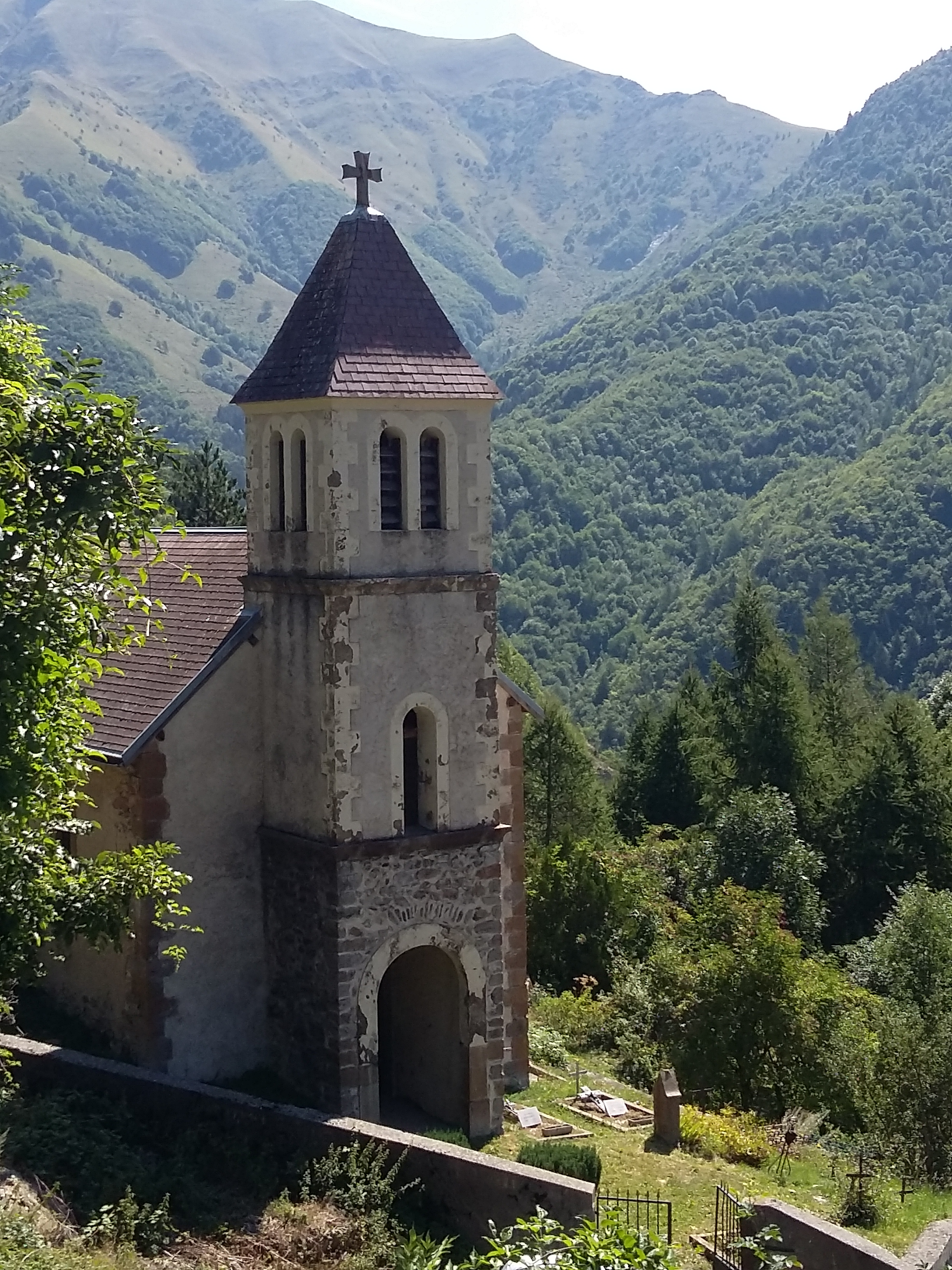
L'église de Saint-Julien.
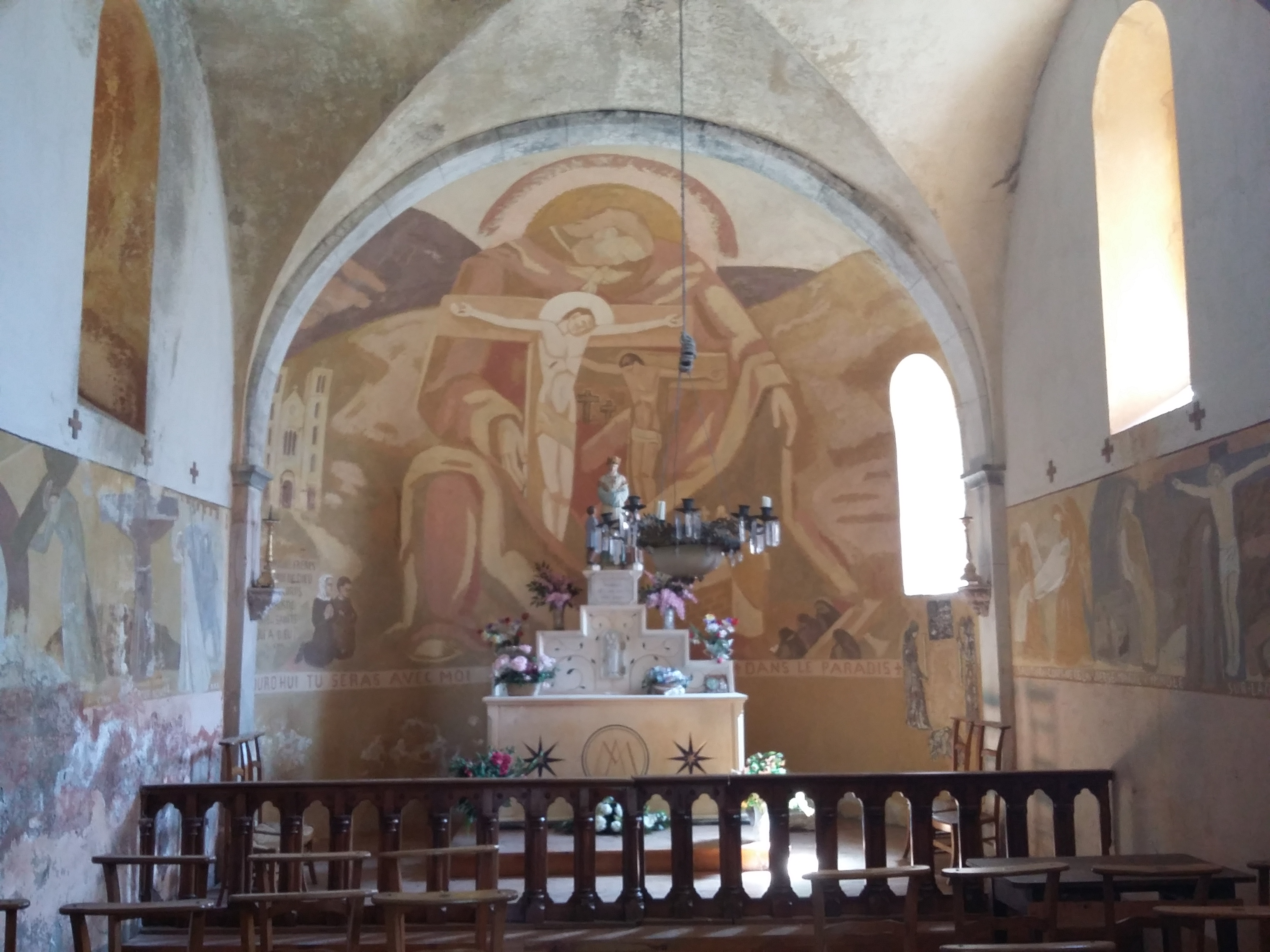
Fresques murales de l'église de Saint-Julien.
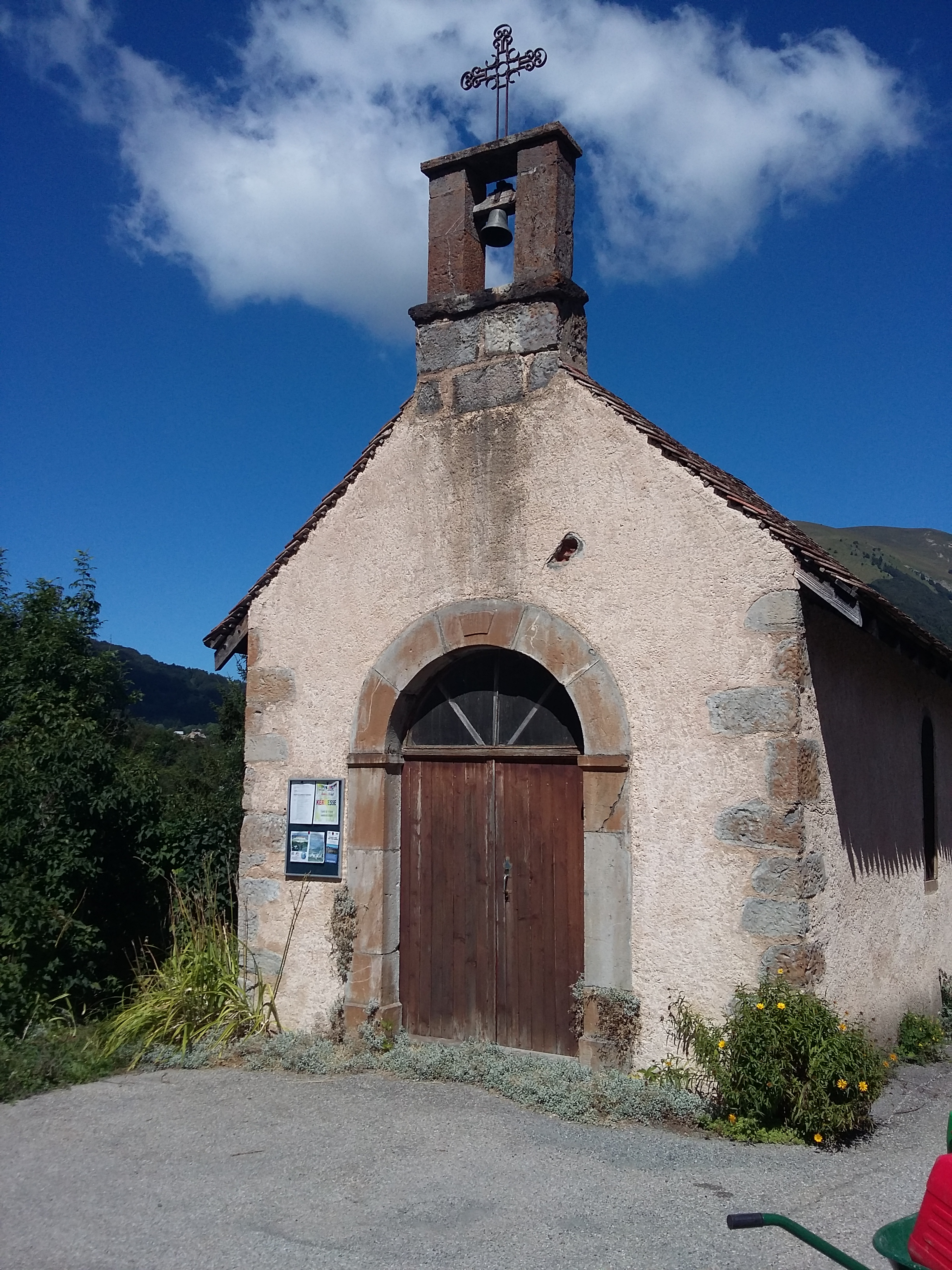
L'église du village des Pras.

### Patrimoine naturel

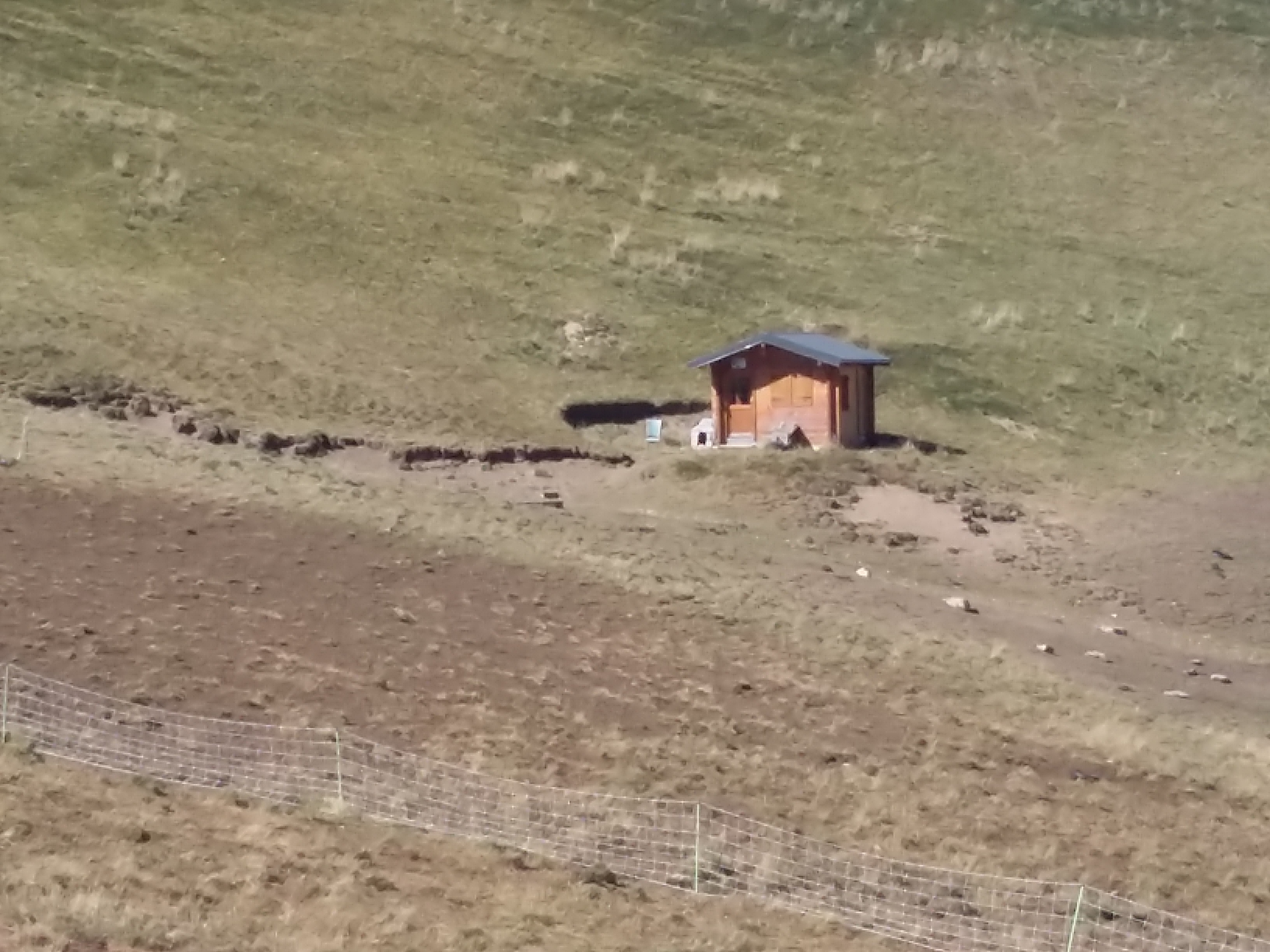
Bergerie, cabane de Côte Rouge.

La Salette est située au sein d'un cirque qui donne d'un côté à l'ouest sur le Beaumont et à l'Est sur le Dévoluy par le col d'Aspres et au Sud sur Corps.
Les sommets les plus connus sont le Gargas (2 208 m), le Grand Chapelet (2 403 m), mais ainsi que la Croix Rougny, le Chamoux, le Journal, le Laton ou pic gazonné. Ces sommets sont des objectifs de randonnée à la journée.
La pratique de la transhumance se maintient grâce aux nombreuses bergeries, notamment celles du col de l'Homme, de la Pâle, de Clamorel mais aussi celle de Côte Rouge, qui est située sur le Beaumont. La cabane de Périne] est en ruines.
La commune fait partie de la zone naturelle d'intérêt écologique, faunistique et floristique (ZNIEFF) dite du  « massif de l'Oisans »
Les animaux que l'on rencontre à la Salette de manière sauvage sont de plus en plus rares. Mais ils ne sont pas perturbés par les pesticides. On trouve des campagnols, des musaraignes et des souris. Sont présents également l'hermine, l'écureuil, le renard, le lièvre, variable ou non, et le blaireau. Dans la catégorie supérieure, on trouve le chamois et le chevreuil. L'animal local, la marmotte, est repérable par ses cris stridents[réf. nécessaire].
Les alpages de la montagne de la Salette ont donné lieu à un inventaire détaillé, une cartographie des milieux, et l'étude de la dynamique de la végétation.
La flore des montagnes de la Salette et ses particularités v/s la flore des Alpes a fait l'objet d'une étude.
Il existe une variété de cumin sauvage que les habitants appellent en patois, du Charaï, c'est le carvi ou cumin des prés. On y rencontre de la bardane (Arctium lappa), du thym serpolet, des gentianes, du chénopode, du grand plantain, de la carotte sauvage, des achillées, des marguerites, les trolles d'Europe, et surtout aussi toutes les plantes dites grasses comme la joubarbe.

### Patrimoine culturel

#### Danse et chants
Henriette Pra, âgée de 90 ans en 2017, a très longtemps joué de différents instruments (accordéon, harmonica...) dans un pays où la musique était signe d'éducation et de richesse. La valeur première était le travail, jouer de la musique n'était pas donné à tout le monde, ou alors, il fallait avoir du temps. Ce n'était pas toujours bien vu. Donc, Henriette est la dernière personne vivante à jouer et danser le rigodon[réf. nécessaire].

#### Langue régionale
Historiquement, le Beaumont appartient à la zone de parlers occitans de type vivaro-alpins.

#### La cuisine
En général, l'histoire renseigne sur la manière de manger des riches et des nobles car des cahiers étaient tenus. Assez peu d'études mettent en avant l'alimentation paysanne. Toutefois, il semblerait que dans toute l'Europe elle ait été homogène et que durant très longtemps, elle ait consisté en une soupe agrémentée de temps en temps d'un morceau de porc ou de poule, de légumes et de céréales. Le pain était l'aliment principal. Il y avait très certainement une analogie entre l'alimentation d'un paysan français et celle d'un paysan hongrois ou portugais. Davantage qu'entre un paysan français et un riche bourgeois français.[réf. nécessaire]
On a utilisé le vocabulaire de cuisine et non de gastronomie pour une raison simple évoquée ci-dessus : la cuisine de La Salette était une cuisine de subsistance, de survivance. En ce sens, elle dépendait énormément des produits et des quantités disponibles et était différente de la cuisine de plaine, plus riche et plus ouverte sur l'extérieur.

##### Les produits marqueurs
La gastronomie est relativement pauvre car liée à la production locale. Donc pas de poisson (à part les poissons pêchés), pas de bœuf.
Le pain était fabriqué une à deux fois par mois et cuit dans les fours communaux.
Les produits marqueurs sont :
- blette, épinard, pomme de terre, (tous les légumes cultivés au jardin ou dans les champs), les céréales comme le blé, le lin... ;
- du cochon, du poulet, du lapin (tous les animaux élevés à la ferme) ;
- pomme, cerise, prune (les prunes rouges étaient séchées au four puis au soleil), myrtille (récoltée sur les flancs du Journal) ;
- génépy : les randonnées d'été permettaient la cueillette de cette plante. Le raisin des vignes situées à Corps vers l'église Saint-Roch, permettait de fabriquer du vin rouge corsé.

##### Les recettes locales
Le pain, souvent fabriqué qu'une seule fois par mois, était mangé frais durant quelques jours puis progressivement, il était trempé dans la soupe pour être ramolli. La mijotée, la mitonnée sont des pratiques paysannes qui consistaient à lier la soupe maigre avec du pain sec.
Plusieurs entrées : la Flaouzou (tarte à la purée de pomme de terre et oignon roussi), les Oreilles d'âne (loin des productions industrielles ou artisanales modernes, il s'agissait de gros raviolis fourrés de blette épinard, rangés dans un plat à gratin et nappés de sauce béchamel puis gratinés), la raviole ou rissole de Corps (quenelle à base fromage blanc et de pulpe de pomme de terre, frite ou pochée) se mangeant salée ou sucrée,
Potée ou soupe locale qui variait selon les produits et les saisons.
Les plats principaux sont le pâté de lapin, la poule au pot, le petit salé. Ces plats sont accompagnés de gratin dauphinois (sans fromage, ni œuf), gratin de courge ou de courgette, pâtes maison de type crozet.
Les fromages frais (tommes) fabriqués par les habitants étaient affinés dans une feuille de blette ou dans une feuille de journal. On fabriquait également la pétafine, (fromage sec et fort détendu au lait et aromatisé avec de l'alcool local).
Les principaux desserts sont la pogne (sorte de brioche), la tarte aux myrtilles, la tarte aux pruneaux, les tourtons à la pomme de terre, aux pruneaux, à la compote de pomme ; il y avait peu de variétés, trois ou quatre mais pas plus.
Les boissons locales sont le vin rouge, l'eau de vie, le champoreau (mélange de vin rouge et de café chaud, ancêtre de l'Irish Coffee actuel, sans crème chantilly), le génépy. Charles Raoûl distillait le marc avec l'alambic situé dans les locaux du garage Barde.

### Dans la fiction
Pascal Bonitzer a tourné une scène de son film Petites Coupures (2003) sur la route du Mont Gargas, à proximité du col de Homme. La scène met en lumière la majesté du panorama ainsi que la végétation aride, lunaire de ce site[réf. nécessaire].
En 2019, la comédie érotique Blanche comme neige réalisé par Anne Fontaine montre l'éveil à la vie de Claire jouée par Lou de Laâge. Le nom du village est cité plusieurs fois et on peut voir les environs du village.
Dans la mini-série Anthracite, produite par Netflix et sortie le 10 avril 2024, la route de La Salette et le sanctuaire de Notre-Dame de La Salette apparaissent, où la basilique sert notamment de décor extérieur à l'asile psychiatrique,,.

### Héraldique

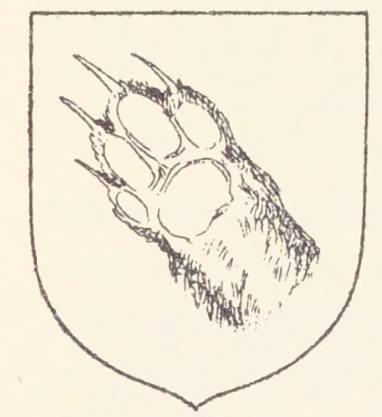
Armoiries Richaud vers 1740.

Le compilateur François-Alexandre Aubert de La Chenaye-Desbois mentionne « Françoise Armande, femme sans enfant de Pierre de Richaud, seigneur de Fallavaux en Dauphiné qui porte ; d'azur à la patte d'ours, d'or en bande. ».
Ainsi le blason aurait un fond bleu azur, une bande or et une patte d'ours.
Cela rejoint les écrits de M. Vincent qui parle de l'étymologie de Dorcières et évoque l'origine latine comme venant de ursus, ours et qui aurait donné Oursières.